# ウンベルト3世・ディ・サヴォイア

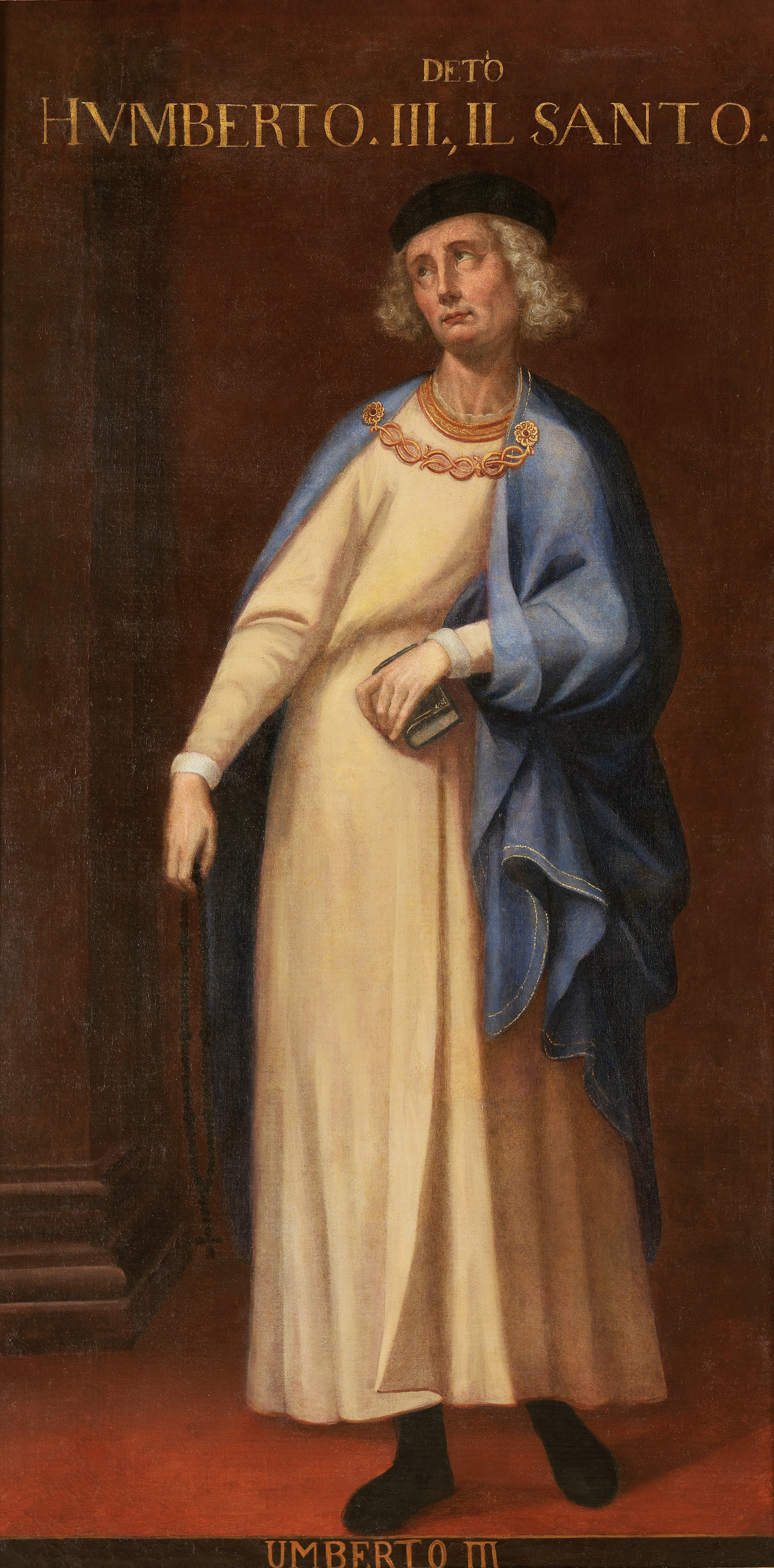
ウンベルト3世

ウンベルト3世・ディ・サヴォイア（イタリア語：Umberto III di Savoia, 1136年8月4日 - 1189年3月4日）は、サヴォイア伯（在位：1148年 - 1188年）。列福され、il Beato（福者）と呼ばれる。サヴォイア伯アメデーオ3世とマオー・ダルボンの息子。権利や利益を修道院に譲渡し、オートコンブ修道院の組織化に大きな役割を果たした。君主というより修道士のようであったという。3番目の妃の死後、ウンベルト3世はオートコンブ修道院に入ったが、その後考えを変え、4番目の妃との間に息子トンマーゾを得た。ウンベルト3世は神聖ローマ皇帝フリードリヒ1世の皇帝派と対立し、ローマ教皇アレクサンデル3世側の教皇派に属した。その結果、2度にわたり領内の都市への侵攻をうけた。1174年にスーザが放火に見舞われ、1187年にはハインリヒ6世はウンベルト3世を神聖ローマ帝国から追放して領地のほとんどを奪い、ウンベルト3世にはスーザとアオスタのみが残された。ウンベルト3世はシャンベリにおいて1189年に死去した。オートコンブ修道院に埋葬された最初のサヴォイア伯である。福者としての記念日は3月4日である。

## 生涯

### 生い立ち
ウンベルト3世は、サヴォイア伯アメデーオ3世とマオー（マティルド）・ダルボンの間に、トリノ近くのアヴィリアーナにおいて1136年に生まれた。ウンベルト3世はサヴォイア家の歴史において裏付けられるように、中世ヨーロッパで重要な役割を果たした。ウンベルトの生涯は、ただ家のために引き受けた戦士および支配者としての期間の出来事に由来する、瞑想生活の使命感と伝統から生まれた神秘主義などのいくつかの重要な特徴により特徴づけられる。
ウンベルト3世は、フランス王家の中央集権化政策に真っ向から対立し、ばらばらになったブルグント王国を再建するという夢を父や祖父ウンベルト2世より受け継いだ。ウンベルトは皇帝フリードリヒ1世の支援を受け、賢明な政治的手段により近隣の領地を手に入れるか、領内で解決させることができた。父アメデーオ3世が幼いころに死去した祖父ウンベルト2世と同様に、父アメデーオ3世も息子ウンベルト3世の教育をオートコンブ修道院長であったローザンヌ司教アメデーオに託し、師の指導のもと、ウンベルト3世は学問と精神形成面で大きな成長を遂げ、世俗的なもののすばらしさを軽蔑し、祈り、瞑想、悔悛に専念した。ウンベルトは高尚な目標をさらに達成するために、サヴォイアのブールジェ湖のほとりにあり父が創建したオートコンブ修道院に頻繁に引きこもった。家族やサヴォイア貴族らが政治的な問題のためにウンベルトを呼び戻すたび、ウンベルトは残念に思いながら修道院を去った。

### 結婚
父アメデーオ3世は1122年に聖地への巡礼を行った。1146年に第2回十字軍に参加、キプロス島のニコシアにおいて1148年4月1日に死去し同地に埋葬され、12歳のウンベルト3世が相続人として残された。まだ若年であったが、ウンベルト3世は1151年にトゥールーズ伯アルフォンス・ジュルダンの娘フェイディヴァと結婚したが、フェイディヴァはまもなくして子供がないまま死去した。その後、フランドル伯ティエリー・ダルザスの娘ジェルトリュードと結婚したが、この結婚は解消された。
1164年、ウンベルトはクレメンティア・フォン・ツェーリンゲンと結婚し、ソフィアとアリーチェの2女をもうけた。クレメンティアは1173年に死去し、ウンベルトはオートコンブ修道院に隠棲することを決めたが、それは長くは続かなかった。1177年、貴族らは4度目の結婚をするようウンベルトを説得した。ウンベルトはマコン伯・ヴィエンヌ伯ジェラール1世とモーレット・ド・サランの娘ベアトリスと4度目の結婚をした。この結婚から、ウンベルトは継承者となる男子トンマーゾをもうけた。ベアトリスは娘も1人産んだが、娘は7歳で死去した。

### 治世
ウンベルト3世の統治期間は40年と長かった。その統治期間は神聖ローマ皇帝、様々な領主および領主司教との争いで特徴付けられる。対立の主な理由は、ピエモンテの首都トリノの安定した統治を夢見ていた皇帝フリードリヒ1世がトリノ司教を支援していたことであった。これによりイタリアにおけるウンベルト3世の領地と権限が次第に減少し、スーザとアオスタだけが残った。1187年、ウンベルト3世は皇帝ハインリヒ6世と対立する者らを支援したとして、神聖ローマ帝国から追放された。言われているようにウンベルト3世はアルプスに引退することなく、個人的美徳と兄弟愛の実践に専念した。また、ウンベルト3世はヴィエンヌ出身のアントニアーニにアヴィリアーナから遠くないブッティリエーラ・アルタにサンタントーニオ・ディ・ランヴェルソ修道院の創建を任せ、これを推進した。

### 死
ウンベルト3世は1189年3月4日にシャンベリにおいて52歳で死去し、全ての人々に心から悼まれた。ウンベルト3世はオートコンブ修道院に埋葬された最初のサヴォイア伯であり、その後この修道院はサヴォイア家の墓所となった。

### 列福
ウンベルト3世の精神性は、聖地巡礼や十字軍に参加した父アメデーオ3世および師であるローザンヌ司教アメデーオが特に好んだ、古代キリスト教の伝統のもとで開花したのは明らかである。 しかし、ウンベルト3世の人生は矛盾に満ちていた。ウンベルトは平和を愛したが、多くの対立や戦争を経験した。ウンベルトは悔悟し、禁欲的で、瞑想的でしたが、政治の手綱を握ることを余儀なくされた。またその間、ウンベルトは行動的な生活を送り、相続人を得るために結婚を余儀なくされた。しかし、ウンベルトは道徳的バランスをとり、自分自身に厳しく、隣人への愛を紛れもなく示した。また、ウンベルトは教会、修道院および慈善活動や貧者の支援を後援した。生涯を通じてオートコンブ修道院を支援した。また1188年に、サンタントーニオ・ディ・ランヴェルソ修道院を創建した。
ウンベルト3世は死後まもなく多くの人に崇敬された。ウンベルトの取りなしにより多くの奇跡がもたらされたと伝えられている。アオスタ大聖堂のファサードにウンベルト3世の肖像が描かれている。アルフォンソ・デ・リゴリはウンベルト3世について非常に敬虔な修道士であると言及している。
1838年、ウンベルト3世の子孫であるサルデーニャ王カルロ・アルベルトは、教皇グレゴリウス16世によるウンベルト3世の列福に成功した。また、カンタベリー大司教ボニファスの列福も成功した。イタリアでは、特にラッコニージにおいてウンベルト3世は人々の記憶に残されており、同地のベアータ・ヴェルジネ・デッラ・グラツィエ教会（en）には、ウンベルト3世の絵画が収蔵されている。

## 家族
ウンベルト3世は4回結婚した。1151年にトゥールーズ伯アルフォンス・ジュルダンの娘フェイディヴァと結婚したが、フェイディヴァは子供がないまま1154年ごろに死去した。
1155年ごろ、フランドル伯ティエリー・ダルザスの娘ジェルトリュードと結婚したが、この結婚は解消された。ジェルトリュードは修道院に監禁されたが、後に解放され、兄フランドル伯フィリップ1世のもとに戻った。
1164年、ツェーリンゲン公コンラート1世の娘クレメンティアと結婚し、2女をもうけた。
- ソフィア（1165年 - 1202年） - アッツォ6世・デステと結婚[8]
- アリーチェ（1166年 - 1178年） - のちのイングランド王ジョンと婚約[9]

1177年、ベアトリス・ド・ヴィエンヌと結婚、1男1女をもうけた。
- トンマーゾ1世（1178年 - 1233年）[8] - サヴォイア伯
- 娘 - 7歳で死去